# Église Notre-Dame-en-sa-Nativité de Voisins-le-Bretonneux
L'église Notre-Dame-en-sa-Nativité est une église catholique située à Voisins-le-Bretonneux, en France. Elle appartient au groupement paroissial de Montigny - Voisins.

## Description
Cet édifice est construit en meulière, moellons, grès, pierres de taille et partiellement enduit. La façade est constituée d'un porche en appentis, flanqué d'un clocher. Des contreforts soutiennent l'église au niveau de la façade antérieure et du clocher.

## Historique
Elle été agrandie en 1709, avec les débris de l'abbaye de Port-Royal. Le clocher est reconstruit en 1861 et le toit en bâtière remplacé par une flèche.
Elle est complétement restaurée de 2016 à 2018.